# Lernanthropus talipes
Lernanthropus talipes är en kräftdjursart som beskrevs av C. B. Wilson 1935. Lernanthropus talipes ingår i släktet Lernanthropus och familjen Lernanthropidae. Inga underarter finns listade i Catalogue of Life.